# Egység (hetilap)
Egység : az erdélyi zsidóság antifasiszta hetilapja. Megjelent Kolozsvárt 1946. május 9-től 1950 áprilisáig. Felelős szerkesztője Neumann Sándor, majd 1946. október 18-tól Rózsa György. 1949-től Új Út címen jelent meg Fekete György szerkesztésében.

## A folyóirat célja, tartalma
Célját 1948. április 9-én megjelent 100. ünnepi számában Kohn Hillel így fogalmazta meg: "Kijelölni a zsidóság határozott útját: a népi demokrácia irányában, az együtt élő népekkel szolidaritásban, a felépítő munkában részt vállalva, harcolni a demokratikus, megértő hazáért, a biztos otthonért, a tisztességes kenyérért és a békéért." A lap rendszeresen közölt irodalmi anyagot: Anavi Ádám, Balla Károly, Bárdos B. Artúr, Farkas Imre, W. Rózsa Aliz, Salamon László, Szántó György és Vajda Erzsébet verseit és elbeszéléseit. Publicisztikai munkatársai voltak: Benczel Béla, Elekes Miklós, Erős László, Fischer Ernő, Kahána Sámuel, Kallós Miklós, Kohn Hillel, Kornis Ottó, Neumann György, Rappaport Ottó, Rózsa György, Suba Dani. A lap 1949-től Új Út címen folytatta megjelenését.

## Új Út
Új Út – demokratikus zsidó hetilap, a Kolozsvárt 1946 májusától megjelenő Egység folytatása az 1949. március 11-i (146.) számtól. A szerkesztőkre a lapban nincs utalás. 1951 végéig Kahána Sámuel, 1952–53-ban Kallós Miklós töltötte be a főszerkesztői tisztet, a szerkesztőségi titkár Erős László, belső, majd külső főmunkatárs Rappaport Ottó volt. A lap alapemberei: Erdélyi Lajos, Fekete György, Glancz (Gál) András, Nussbaum László, Róth Éva, Stein Márta, Tabák Sári, Weisz Oszkár. Az egyes számok terjedelme eleinte 10 oldal, 1950 nyarától gyakran csak 8, 1951 szeptemberétől 4 oldal.
Míg korábban a zsidóság összefogása, a vészkorszakkal való szembenézés, az új életkeretek kialakítása volt a lap fő célkitűzése, s a cionizmus, a vallási vonatkozások is helyet kaptak benne, 1948 decemberében fordulat állott be tájékozódásában: párthatározattal leplezték le a „cionista demagógiát”, s teljes mértékben a Zsidó Demokrata Bizottságnak (CDE = Comitetul Democratic Evreiesc) rendelték alá. A címváltozást megindokoló cikk leszögezi: a lap „harcos fegyver kell hogy legyen a kizsákmányolók, a polgári nacionalisták, a belső és külső reakció elleni harcban; irányító, felvilágosító és nevelő eszköz a békéért és szocializmusért folyó küzdelemben” (1949/145). A pártpolitikához kapcsolódó, ideológiai felvilágosító vezércikkeket leggyakrabban a főszerkesztők és Rappaport Ottó jegyzik. Gazdasági vonatkozásokról Berdov Sándor ír. Állandóvá válik annak bizonygatása, hogy milyen rossz sors vár az Izraelbe kivándorlókra, milyen jó a zsidóság sorsa a Szovjetunióban, különösen Birobidzsánban, az ottani zsidó tagköztársaságban. Népes levelező-hálózat számol be arról, hogyan vesz részt a zsidóság a romániai munkaversenyekben, a tervteljesítésben, a szocializmus építésében, a békeharcban. A vallási kötődések, a hitközségi élet teljesen háttérbe szorulnak.
Irodalmi, művelődési vonatkozások eleinte szintén szerepelnek, az utolsó évfolyamokban alig-alig bukkannak fel, leggyakrabban évfordulós megemlékezések kapcsán. Írnak Sólem Aléchemről, I. L. Peretzről és Karl Marxról; a magyarok közül Balázs Béla, Illés Béla, Breiner Béla, Salamon Ernő munkásságát méltatják. A magyar, román, orosz irodalmi-politikai évfordulók kapcsán Petőfi Sándor, Kossuth Lajos, Nicolae Bălcescu Caragiale, Mihai Eminescu, Sadoveanu, Ehrenburg, Makszim Gorkij, Majakovszkij, Puskin méltatására kerítenek sort. A cikkek szerzői között Bajor Andor, Jancsó Elemér nevével is találkozunk. Eredeti verset Bárdos B. Artúr, G. Halmágyi Mária, Salamon László, Szilágyi Júlia, versfordítást Balogh József, Majtényi Erik, Saszet Géza, Szász János, Szemlér Ferenc, novellát Balla Károly, Bodor Pál, Illés Béla, Szász Márton, jeleneteket Bruckstein Lajos közöl. A könyvismertetéseket leggyakrabban Márki Zoltán jegyzi.
1952. március 14-én megjelent 300. számából március 22-én „kultúrünnepélyt” tartottak Kolozsvárt, két nappal később azonban (1953. március 16-án) a Zsidó Demokrata Bizottság feloszlatta önmagát; az Új Útnak 1953. március 20-án jelent meg az utolsó (354.) száma.